# Giải quần vợt Úc Mở rộng 2019 - Đôi nam huyền thoại
Mansour Bahrami và Mark Philippoussis là nhà vô địch, đánh bại Jonas Björkman và Thomas Johansson trong trận chung kết, 4–3(5–3), 4–2.

## Kết quả

### Từ viết tắt
| - Q = Vòng loại - WC = Đặc cách - LL = Thua cuộc may mắn - Alt = Thay thế - SE = Miễn đặc biệt | - PR = Bảo toàn thứ hạng - w/o = Thắng nhờ đối thủ rút lui trước trận đấu - r = Bỏ cuộc giữa trận đấu - d = Bị xử thua - SR = Xếp hạng đặc biệt |

### Chung kết
|  | Chung kết |                                    |    |   |  |  |
|  |           |                                    |    |   |  |  |
|  | A3        | Jonas Björkman Thomas Johansson    | 3  | 2 |  |  |
|  | B4        | Mansour Bahrami Mark Philippoussis | 45 | 4 |  |  |

### Bảng Laver
|    |                                 | McEnroe                 | Leconte Woodbridge | Björkman Johansson      | Chang Eltingh | RR W–L | Set W–L | Game W–L | Xếp hạng |
| A1 | John McEnroe Patrick McEnroe    |                         | 4–1, 4–3(5–2)      | 3−4(4−5), 4−3(5−4), 4−2 | 4–3(5–1), 4–2 | 3−0    | 6−1     | 27−18    | 1        |
| A2 | Henri Leconte Todd Woodbridge   | 1–4, 3–4(2–5)           |                    | 4–3(5–3), 2–4, 2–4      | 4–2, 2–4, 4–1 | 1–2    | 3–5     | 22–26    | 3        |
| A3 | Jonas Björkman Thomas Johansson | 4−3(5−4), 3−4(4−5), 2−4 | 3–4(3–5), 4–2, 4–2 |                         | 4−2, 4−3(5−4) | 2−1    | 5−3     | 28−24    | 2        |
| A4 | Michael Chang Jacco Eltingh     | 3–4(1–5), 2–4           | 2–4, 4–2, 1–4      | 2−4, 3−4(4−5)           |               | 0–3    | 1–6     | 17–26    | 4        |

### Bảng Rosewall
|    |                                    | Enqvist Wilander   | Ferreira Ivanišević | Cash Woodforde     | Bahrami Philippoussis | RR W–L | Set W–L | Game W–L | Xếp hạng |
| B1 | Thomas Enqvist Mats Wilander       |                    | 4–3(5–4), 4–1       | 3–4(4–5), 4–1, 2–4 | 4−3(5−4), 1−4, 4−2    | 2−1    | 5−3     | 26−22    | 1        |
| B2 | Wayne Ferreira Goran Ivanišević    | 3–4(4–5), 1–4      |                     | 1−4, 4−1, 4−2      | 1–4, 4–2, 3–4(1–5)    | 1−2    | 3−5     | 21−25    | 3        |
| B3 | Pat Cash Mark Woodforde            | 4–3(5–4), 1–4, 4–2 | 4−1, 1−4, 2−4       |                    | 1–4, 3–4(3–5)         | 1−2    | 3−5     | 20−26    | 4        |
| B4 | Mansour Bahrami Mark Philippoussis | 3−4(4−5), 4−1, 2−4 | 4–1, 2–4, 4–3(5–1)  | 4–1, 4–3(5–3)      |                       | 2−1    | 5−3     | 27−21    | 2        |